# Keep on Your Mean Side
Keep on Your Mean Side (рус. Держись своей середины) — дебютный альбом инди-рок группы The Kills. Первоначально вышедший 10 марта 2003 года на Domino Records, позже альбом был переиздан 4 мая 2009 года с пятью дополнительными бонус-треками.

## Об альбоме
Весь альбом был записан за две недели в лондонской студии Toe Rag на 8-дорожечном оборудовании кроме «Gypsy Death & You» конкретно эта композиция писалась на двух трековом канале. В той же студии записывали White Stripes свой Elephant. Основными музыкальными продюсерами стали непосредственно Джейми Хинс и Элисон Моссхарт. В записи пластинки принимал участие звукорежиссёр Лиам Ватсон работающий в студии где записывался альбом. Первоначально релиз издавался лейблом Domino, но дистрибьютором в США и Великобритании занимался Rough Trade Records. В Австралии и Новой Зеландии релиз издавал лейбл Liberation Music, а в Японии лейблы King Records и Red Meat Heart.
Песня «Wait» была представлена в фильме «Дитя человеческое», а песня «Monkey 23» была показана в фильме «Моё сердце биться перестало» и в документальном фильме первой части Адама Кёртиса All Watched Over by Machines of Loving Grace (2011); в то время как песни «Cat Claw» и «Wait» были показаны в серии «Сомнение» третьего сезона «Мыслить как преступник». Песня «Fried My Little Brains» была саундтреком к сериалу «Шерлок» в эпизоде «Знак трёх» и к компьютерной игре Gran Turismo 6.

## Восприятие
| Совокупная оценка  | Совокупная оценка |
| Источник           | Оценка            |
| ------------------ | ----------------- |
| Metacritic         | 70/100            |
| Оценки критиков    |                   |
| Источник           | Оценка            |
| AllMusic           | [ 2 ]             |
| Blender            | [ 7 ]             |
| The Boston Phoenix | [ 8 ]             |
| Drowned in Sound   | 9/10              |
| The Guardian       | [ 10 ]            |
| Mojo               | [ 11 ]            |
| Pitchfork          | 7.8/10            |
| Q                  | [ 13 ]            |
| Rolling Stone      | [ 1 ]             |
| Uncut              | [ 14 ]            |

Обзоры Keep on Your Mean Side, были обширными, но в основном положительными за несколькими исключениями. На Metacritic релиз имеет нормируемый рейтинг 70 из 100 на основе 18 профессиональных рецензий. Журнал Rolling Stone в своей рецензии заявлял что музыка была «мрачным, обалденным гаражным роком», а альбом – «диском постмодернистского блюза». Сайт AllMusic описал его как «насмешливый, сексуальный блюз-панк» и является «относительно свежим и самобытным».

## Список композиций
Слова и музыка всех песен — группой The Kills.
| №                   | Название                 | Длительность |
| ------------------- | ------------------------ | ------------ |
| 1.                  | «Superstition»           | 4:40         |
| 2.                  | «Cat Claw»               | 3:32         |
| 3.                  | «Pull a U»               | 3:23         |
| 4.                  | «Kissy Kissy»            | 5:02         |
| 5.                  | «Fried My Little Brains» | 2:08         |
| 6.                  | «Hand»                   | 0:50         |
| 7.                  | «Hitched»                | 4:02         |
| 8.                  | «Black Rooster»          | 4:24         |
| 9.                  | «Wait»                   | 4:47         |
| 10.                 | «Fuck the People»        | 4:17         |
| 11.                 | «Monkey 23»              | 3:06         |
| 12.                 | «Gypsy Death & You»      | 2:10         |
| Общая длительность: | Общая длительность:      | 42:21        |

| №                   | Название                                                | Длительность |
| ------------------- | ------------------------------------------------------- | ------------ |
| 13.                 | «Gum»                                                   | 1:22         |
| 14.                 | «Jewel Thief»                                           | 2:47         |
| 15.                 | «Sugar Baby»                                            | 4:20         |
| 16.                 | «The Search for Cherry Red» (cover Jonathan Fire Eater) | 2:58         |
| 17.                 | «Dropout Boogie» (cover Captain Beefheart)              | 4:07         |
| Общая длительность: | Общая длительность:                                     | 15:34        |

В переиздании была допущена ошибка названия песен «Hand» и «Gypsy Death & You» были перепутаны местами.

## Участники записи
- Джейми "Hotel" Хинс — продюсер, вокал, гитара, диктофон, орган, гармоника, электрический альт, драм-машина.
- Элисон "VV" Моссхарт — продюсер, вокал, гитара, диктофон.

## Чарты
| Чарты (2003)        | Высшая позиция |
| ------------------- | -------------- |
| UK Albums Chart     | 47             |
| French Albums Chart | 75             |